# Národní otevřená univerzita Indiry Gándhíové
Národní otevřená univerzita Indiry Gándhíové (anglicky Indira Gandhi National Open University, zkratka IGNOU) je vysoká škola sídlící v indickém Novém Dillí, která se zaměřuje na distanční vzdělávání. Podle UNESCO je největší vysokou školou na světě, studuje na ní 3,7 milionu pregraduálních a více než milion postgraduálních studentů. Na škole působí více než třicet tisíc pedagogů, vzdělávání poskytuje převážně formou korespondenčních kursů. Je otevřená pro všechny zájemce, školné činí 37 dolarů ročně, což je výrazně méně než na jiných indických univerzitách. Má 21 fakult a 67 regionálních center v Indii i zahraničí. Je zřizována indickou vládou, která se ji rozhodla založit v roce 1985 s cílem zmírnit nedostatek odborníků v zemi, výuka byla zahájena roku 1987. Byla pojmenována po bývalé ministerské předsedkyni Indiře Gándhíové.